# S/2003 J 10
S/2003 J 10 è un satellite naturale irregolare del pianeta Giove.

## Scoperta
Il satellite è stato scoperto nel 2003 da un gruppo di astronomi dell'Università delle Hawaii guidato da Scott S. Sheppard.
Poco dopo la scoperta il satellite fu considerato perduto, fino al suo ritrovamento annunciato il 12 ottobre 2022.

## Denominazione
In attesa della promulgazione della denominazione definitiva da parte dell'Unione Astronomica Internazionale, il satellite è tuttora noto mediante la sua designazione provvisoria S/2003 J 10.

## Parametri orbitali
Il satellite è caratterizzato da un movimento retrogrado, ed appartiene al gruppo di Carme, composto da satelliti retrogradi ed irregolari che orbitano attorno a Giove ad una distanza compresa fra 23 e 24 milioni di chilometri, con una inclinazione orbitale pari a circa 165°.
S/2003 J 10 ha un diametro di circa 2 km e orbita con moto retrogrado attorno a Giove in circa 700 giorni, a una distanza media di 22,7 milioni di km, con un'inclinazione di 164° rispetto all'eclittica e con un'eccentricità orbitale di 0,34.